# 一卡通聯名卡
一卡通聯名卡為具有「信用卡」及「一卡通」功能之晶片信用卡，且提供「自動加值」功能。一卡通聯名卡所具有「一卡通」票種均為記名式普通卡。
目前一卡通聯名卡發卡銀行包括：聯邦銀行、永豐銀行、第一銀行、中國信託銀行、合作金庫銀行、台新銀行、彰化銀行、土地銀行、臺灣企銀、國泰世華銀行、陽信銀行、元大銀行、玉山銀行、兆豐商銀、新光銀行、臺北富邦銀行。

## 歷程
- 2008年9月，聯邦銀行與高雄捷運公司合作推出第一張「高雄捷運聯名卡」。[1]
- 2008年12月，永豐銀行成為第二家發卡銀行，與漢神巨蛋合作推出高捷聯名卡。[2]
- 2014年2月13日，因應業務轉移至一卡通票證公司，從「高雄捷運聯名卡」更名為「一卡通聯名卡」。[3]
- 2014年9月，大眾商業銀行成為一卡通成立後的第一家，總數第三家推出一卡通聯名卡的銀行。[4]
- 2014年10月，第一銀行[5]、台新銀行[6]、中國信託銀行陸續與一卡通合作推出聯名卡。
- 2015年2月，彰化銀行加入一卡通聯名卡的行列。[7]
- 2015年5月，合作金庫加入一卡通聯名卡的行列。[8]
- 2015年7月，土地銀行加入一卡通聯名卡的行列。
- 2015年12月，國泰世華首度發行附加一卡通功能之聯名卡「亞洲萬里通聯名卡」。
- 2016年3月，陽信銀行、元大銀行加入一卡通聯名卡的行列。
- 2016年7月，玉山銀行國民旅遊卡開始提供附加一卡通功能，至今玉山銀行亦是所有參與銀行裡不提供一般民眾申辦一卡通聯名卡的銀行。
- 2016年8月，台北富邦銀行開始發行一卡通聯名卡。
- 2016年10月，華南銀行加入並與夢時代購物中心合作發行「夢時代一卡通聯名卡」。
- 2016年12月，中國信託攜手LINE Pay發行「LINE Pay卡」，同時推出信用卡及Debit簽帳金融卡，並設下一年百萬張目標。
- 2017年4月，持「一卡通聯名卡」可直接刷卡進站搭乘台灣高鐵自由座。[9]
- 2017年5月，自當月起核發或換發之一卡通聯名卡，500元自動加值倍數為預設值。
- 2017年6月，新光銀行加入，並攜手希萌創意/義大世界發行「魔法少女iPASS聯名卡」及「義大世界聯名卡」。

## 自動加值
- 使用一卡通聯名卡之一卡通功能消費時餘額不足或低於一定金額時，會透過連線設備自動加值一定金額至一卡通內。
- 自動加值功能會於一卡通聯名卡開卡時一併開啟。
- 2017年4月30日前發行之一卡通聯名卡自動加值金額為200元之倍數。

| 類別                           | 加值條件                                        | 加值金額         | 當日累計上限     | 備註                                                              |
| ------------------------------ | ----------------------------------------------- | ---------------- | ---------------- | ----------------------------------------------------------------- |
| 捷運閘門                       | 進站時餘額低於100元                             | 500元之倍數      | 1000元           |                                                                   |
| 臺鐵閘門                       | 進站時餘額低於100元或出站時餘額不足支付當次車資 | 500元之倍數      | 1000元           |                                                                   |
| 高鐵閘門                       | 出站時餘額不足支付當次車資                      | 500元之倍數      | 發卡銀行自訂     |                                                                   |
| 小額消費特約機構               | 餘額不足支付當次交易金額時                      | 500元之倍數      | 3000元           | 單次上限1000元。部分商店因設備尚未更新，加值金額仍為200元之倍數。 |
| 觀光景點及遊樂園               | 餘額不足支付當次交易金額時                      | 500元之倍數      | 3000元           | 國立科學工藝博物館、壽山動物園無提供自動加值                      |
| 醫療院所掛號批價               | 餘額不足支付當次交易金額時                      | 500元之倍數      | 1000元           |                                                                   |
| 行政規費及稅捐                 | 餘額不足支付當次交易金額時                      | 500元之倍數      | 1000元           |                                                                   |
| 停車場及繳費機                 | 暫無自動加值功能                                | 暫無自動加值功能 | 暫無自動加值功能 | 除夢時代停車場外                                                  |
| 公車、客運、計程車、公共自行車 | 無自動加值功能                                  | 無自動加值功能   | 無自動加值功能   |                                                                   |

## 各家銀行聯名卡
| 類型                         | 卡別                  | 記名 | 使用條件           | 備註                                       |
| 聯邦賴點一卡通聯名卡         | VISA                  | 是   | 由聯邦銀行決定     |                                            |
| 桃園市民卡一卡通聯名卡       | Mastercard            | 是   | 由聯邦銀行決定     |                                            |
| 法拉利一卡通聯名卡           | VISA                  | 是   | 由聯邦銀行決定     | 已停止發行                                 |
| 樂活一卡通御璽卡             | VISA                  | 是   | 由聯邦銀行決定     |                                            |
| 樂活一卡通鈦金卡             | Mastercard            | 是   | 由聯邦銀行決定     |                                            |
| 微風一卡通聯名卡             | VISA、Mastercard      | 是   | 由聯邦銀行決定     |                                            |
| 全國加油站一卡通聯名卡       | VISA、Mastercard、JCB | 是   | 由聯邦銀行決定     |                                            |
| 農金一卡通聯名卡             | Mastercard、JCB       | 是   | 由聯邦銀行決定     |                                            |
| 大立一卡通聯名卡             | VISA                  | 是   | 由聯邦銀行決定     |                                            |
| 大統一卡通聯名卡             | VISA、JCB             | 是   | 由聯邦銀行決定     |                                            |
| 大樂一卡通聯名卡             | VISA、JCB             | 是   | 由聯邦銀行決定     |                                            |
| A+1一卡通聯名卡              | JCB                   | 是   | 由聯邦銀行決定     |                                            |
| 高雄觀光福利一卡通鈦金卡     | Mastercard、JCB       | 是   | 由聯邦銀行決定     |                                            |
| 國民旅遊一卡通御璽卡         | VISA                  | 是   | 由聯邦銀行決定     |                                            |
| 漢神巨蛋一卡通聯名卡         | VISA、Mastercard、JCB | 是   | 由永豐銀行決定     | 2014.10.10起，開放自動加值功能，已停止發行 |
| 漢神巨蛋哆啦A夢一卡通晶緻卡  | JCB                   | 是   | 由永豐銀行決定     | 已停止發行                                 |
| 台中二信一卡通鈦金卡         | Mastercard            | 是   | 由永豐銀行決定     |                                            |
| Sport一卡通聯名卡            | Mastercard            | 是   | 由永豐銀行決定     |                                            |
| 美安運動一卡通聯名卡         | Mastercard            | 是   | 由永豐銀行決定     |                                            |
| 魔法少女iPASS一卡通聯名卡    | Mastercard            | 是   | 由新光銀行決定     |                                            |
| 義大世界一卡通聯名卡         | Mastercard            | 是   | 由新光銀行決定     |                                            |
| 第一銀行一卡通聯名卡         | VISA                  | 是   | 由第一銀行決定     |                                            |
| 綠活一卡通聯名卡             | VISA                  | 是   | 由第一銀行決定     |                                            |
| 里仁為美福智御璽一卡通聯名卡 | VISA                  | 是   | 由第一銀行決定     |                                            |
| 宜蘭森林一卡通認同卡         | VISA                  | 是   | 由第一銀行決定     |                                            |
| 新光三越一卡通無限卡         | VISA                  | 是   | 由台新銀行決定     |                                            |
| 新光三越一卡通聯名卡         | VISA                  | 是   | 由台新銀行決定     |                                            |
| 燦坤生活一卡通鈦金卡         | Mastercard            | 是   | 由台新銀行決定     |                                            |
| 燦坤生活一卡通白金卡         | Mastercard            | 是   | 由台新銀行決定     |                                            |
| 遠傳friday一卡通鈦金卡       | Mastercard            | 是   | 由台新銀行決定     |                                            |
| Fly Go一卡通商務卡           | Mastercard            | 是   | 由台新銀行決定     |                                            |
| LINE Pay一卡通聯名卡         | VISA                  | 是   | 由中國信託銀行決定 |                                            |
| YAHOO一卡通聯名卡            | Mastercard            | 是   | 由中國信託銀行決定 |                                            |
| 漢神百貨一卡通聯名卡         | VISA、Mastercard、JCB | 是   | 由中國信託銀行決定 |                                            |
| 漢神哆啦A夢一卡通聯名卡      | JCB                   | 是   | 由中國信託銀行決定 |                                            |
| 南紡購物中心一卡通聯名卡     | VISA                  | 是   | 由中國信託銀行決定 |                                            |
| 中油一卡通聯名卡             | VISA、Mastercard、JCB | 是   | 由中國信託銀行決定 | 一卡通版本停止發行                         |
| 中華電信一卡通聯名卡         | VISA、Mastercard      | 是   | 由中國信託銀行決定 |                                            |
| 中信鼎極一卡通聯名卡         | VISA、Mastercard      | 是   | 由中國信託銀行決定 |                                            |
| 中信現金回饋一卡通御璽卡     | VISA                  | 是   | 由中國信託銀行決定 |                                            |
| 中信現金回饋一卡通鈦金卡     | Mastercard            | 是   | 由中國信託銀行決定 |                                            |
| TAIPEI 101夜光聯名卡         | VISA、Mastercard、JCB | 是   | 由中國信託銀行決定 |                                            |
| 大葉高島屋一卡通聯名卡       | VISA、Mastercard、JCB | 是   | 由中國信託銀行決定 |                                            |
| 中信紅利一卡通御璽卡         | VISA                  | 是   | 由中國信託銀行決定 |                                            |
| 中油紅利一卡通晶緻卡         | JCB                   | 是   | 由中國信託銀行決定 |                                            |
| 中油紅利一卡通聯名卡         | VISA、Mastercard、JCB | 是   | 由中國信託銀行決定 |                                            |
| 中信兄弟一卡通聯名卡         | VISA、Mastercard      | 是   | 由中國信託銀行決定 |                                            |
| 享想生活一卡通聯名卡         | VISA                  | 是   | 由中國信託銀行決定 |                                            |
| Global Mall一卡通聯名卡      | VISA、Mastercard、JCB | 是   | 由中國信託銀行決定 | 原環球購物中心一卡通聯名卡                 |
| LEXUS一卡通世界卡            | Mastercard            | 是   | 由中國信託銀行決定 |                                            |
| 勤美天地一卡通聯名卡         | VISA、JCB             | 是   | 由中國信託銀行決定 |                                            |
| 秀泰一卡通聯名卡             | VISA、Mastercard、JCB | 是   | 由中國信託銀行決定 |                                            |
| 彰化銀行一卡通聯名卡         | VISA、JCB             | 是   | 由彰化銀行決定     |                                            |
| 利high一卡通聯名卡           | JCB                   | 是   | 由合作金庫銀行決定 |                                            |
| 漢來美食一卡通聯名卡         | JCB                   | 是   | 由合作金庫銀行決定 |                                            |
| 鹿港天后宮一卡通聯名卡       | JCB                   | 是   | 由合作金庫銀行決定 |                                            |
| 高雄三信聯名卡               | Mastercard            | 是   | 由合作金庫銀行決定 |                                            |
| 土地銀行一卡通聯名卡         | JCB                   | 是   | 由土地銀行決定     |                                            |
| 澎湖iPASS聯名卡              | JCB                   | 是   | 由土地銀行決定     |                                            |
| 臺灣企銀一卡通聯名卡         | Mastercard            | 是   | 由臺灣企銀決定     |                                            |
| 北港朝天宮一卡通聯名卡       | Mastercard            | 是   | 由臺灣企銀決定     |                                            |
| 銀色之愛一卡通聯名卡         | Mastercard            | 是   | 由臺灣企銀決定     |                                            |
| 亞洲萬里通一卡通聯名卡       | Mastercard            | 是   | 由國泰世華銀行決定 |                                            |
| 台塑一卡通聯名卡             | Mastercard            | 是   | 由國泰世華銀行決定 |                                            |
| 長榮航空一卡通聯名卡         | Mastercard            | 是   | 由國泰世華銀行決定 |                                            |
| 鑽金一卡通聯名卡             | JCB                   | 是   | 由元大銀行決定     |                                            |
| 愛PASS一卡通鈦金卡           | Mastercard            | 是   | 由元大銀行決定     |                                            |
| 愛PASS哆啦A夢一卡通晶緻卡    | JCB                   | 是   | 由元大銀行決定     |                                            |
| 現賺iPASS御璽卡              | VISA                  | 是   | 由元大銀行決定     |                                            |
| 高醫認同鈦金卡               | Mastercard            | 是   | 由元大銀行決定     |                                            |
| 陽信一卡通聯名卡             | MasterCard            | 是   | 由陽信銀行決定     |                                            |
| 逢甲人一卡通認同卡           | MasterCard            | 是   | 由陽信銀行決定     |                                            |
| 玉山Only一卡通聯名卡         | VISA                  | 是   | 由玉山銀行決定     |                                            |
| 漢神巨蛋一卡通聯名卡         | VISA                  | 是   | 由玉山銀行決定     |                                            |
| 公務人員版國民旅遊卡         | VISA                  | 是   | 由玉山銀行決定     |                                            |
| 富邦J卡                      | JCB                   | 是   | 由台北富邦銀行決定 |                                            |
| 數位生活一卡通聯名卡         | MasterCard            | 是   | 由台北富邦銀行決定 |                                            |
| 富利生活一卡通聯名卡         | MasterCard            | 是   | 由台北富邦銀行決定 |                                            |
| 財神一卡通聯名卡             | MasterCard            | 是   | 由台北富邦銀行決定 |                                            |
| 夢時代一卡通聯名卡           | VISA                  | 是   | 由華南銀行決定     |                                            |
| 享利生活Combo卡              | VISA                  | 是   | 由華南銀行決定     |                                            |
| MegaOne一卡通聯名卡          | Mastercard            | 是   | 由兆豐商銀決定     |                                            |
| e秒刷一卡通鈦金卡            | Mastercard            | 是   | 由兆豐商銀決定     |                                            |
| 經典一卡通聯名卡             | Mastercard            | 是   | 由兆豐商銀決定     |                                            |
| 生活工場一卡通聯名卡         | Mastercard            | 是   | 由兆豐商銀決定     |                                            |
| 台灣銀行鈦金商旅卡           | Mastercard            | 是   | 由台灣銀行決定     |                                            |
| 導盲犬一卡通認同卡           | Mastercard            | 是   | 由台灣銀行決定     |                                            |

## 外部連結
- 一卡通聯名卡 （页面存档备份，存于）（繁體中文）
- 一卡通聯名卡的Facebook專頁